# Оксид азота(IV)
Оксид азота(IV) (диоксид азота, двуокись азота) NO2 — бинарное неорганическое соединение азота с кислородом. Представляет собой ядовитый газ красно-бурого цвета с резким неприятным запахом или желтоватую жидкость.

## Димеризация молекулы
В обычном состоянии NO2 существует в равновесии со своим димером N2O4. Склонность к образованию которого объясняется наличием в молекуле NO2 неспаренного электрона.

При температуре 140 °C диоксид азота состоит только из молекул NO2, но очень тёмного, почти чёрного цвета.

В точке кипения NO2 представляет собой желтоватую жидкость, содержащую около 0,1 % NO2.

При температуре ниже +21°С — это бесцветная жидкость (или желтоватая из-за примеси мономера).

При температуре ниже −12 °C белые кристаллы состоят только из молекул N2O4. 

## Получение
В лаборатории NO2 обычно получают воздействием концентрированной азотной кислоты на медь:
{\displaystyle {\mathsf {Cu+4HNO_{3}\rightarrow Cu(NO_{3})_{2}+2NO_{2}\uparrow +2H_{2}O}}}.
Однако данный метод плох тем, что со временем, концентрация азотной кислоты падает, и в качестве дополнительного продукта реакции выделяется оксид азота(II):
{\displaystyle {\ce {3Cu + 8HNO3 -> 3Cu(NO3)2 + 2NO + 4H2O}}}
Также взаимодействием нитритов с серной кислотой:
{\displaystyle {\mathsf {2NaNO_{2}+H_{2}SO_{4}\rightarrow Na_{2}SO_{4}+NO_{2}\uparrow +NO\uparrow +H_{2}O}}},
оксид азота(II) NO тотчас же реагирует с кислородом:
{\displaystyle {\mathsf {2NO+O_{2}\rightarrow 2NO_{2}\uparrow }}}
Также его можно получить термическим разложением нитрата свинца, однако при проведении реакции следует соблюдать осторожность, чтобы не допустить его взрыва:
{\displaystyle {\mathsf {2Pb(NO_{3})_{2}\rightarrow 2PbO+4NO_{2}\uparrow +O_{2}\uparrow }}}
Разработан более совершенный лабораторный способ получения NO2.{\displaystyle {\mathsf {CH_{3}COOH+6HNO_{3}\rightarrow 5NO_{2}\uparrow +5H_{2}O+NO\uparrow +2CO_{2}\uparrow }}}
Образующийся монооксид азота тотчас же вступает в реакцию с кислородом:
{\displaystyle {\mathsf {2NO+O_{2}\rightarrow 2NO_{2}\uparrow }}}
Последняя реакция была разработана и реализована в новой химической машине — генераторе окислителя ракетного топлива марки NTO согласно ГОСТ Р ИСО 15859-5-2010.
Другие способы получения оксида азота(IV) перечислены в статье [2].

## Химические свойства
Кислотный оксид. NO2 отличается высокой химической активностью. Он взаимодействует с неметаллами (фосфор, сера и углерод горят в нём). В этих реакциях NO2 — окислитель:
{\displaystyle {\mathsf {2NO_{2}+2C\rightarrow 2CO_{2}\uparrow +N_{2}\uparrow }}}
{\displaystyle {\mathsf {10NO_{2}+8P\rightarrow 4P_{2}O_{5}+5N_{2}\uparrow }}}
Окисляет SO2 в SO3 — на этой реакции основан нитрозный метод получения серной кислоты:
{\displaystyle {\mathsf {SO_{2}+NO_{2}\rightarrow SO_{3}+NO\uparrow }}}
При растворении оксида азота(IV) в воде образуются азотная и азотистая кислоты (реакция диспропорционирования):
{\displaystyle {\mathsf {2NO_{2}+H_{2}O\rightarrow HNO_{3}+HNO_{2}}}}
Поскольку азотистая кислота неустойчива, при растворении NO2 в тёплой воде образуются HNO3 и NO:
{\displaystyle {\mathsf {3NO_{2}+H_{2}O\rightarrow 2HNO_{3}+NO\uparrow }}}
Если растворение проводить в избытке кислорода, образуется только азотная кислота (NO2 проявляет свойства восстановителя):
{\displaystyle {\mathsf {4NO_{2}+2H_{2}O+O_{2}\rightarrow 4HNO_{3}}}}
Обратная реакция разложения HNO3 на диоксид азота, воду и кислород идёт на свету. Раствор NO2 в концентрированной HNO3 (бурого цвета) часто называют дымящей азотной кислотой.
При растворении NO2 в щелочах образуются как нитраты, так и нитриты:
{\displaystyle {\mathsf {2NO_{2}+2KOH\rightarrow KNO_{3}+KNO_{2}+H_{2}O}}}
Жидкий NO2 применяется для получения безводных нитратов:
{\displaystyle {\mathsf {Zn+4NO_{2}\rightarrow Zn(NO_{3})_{2}+2NO\uparrow }}}
В реакциях с галогенами образует соли нитрония, нитрозила и оксиды галогенов:
{\displaystyle {\mathsf {2NO_{2}+2Cl_{2}\rightarrow NOCl\uparrow +NO_{2}Cl\uparrow +Cl_{2}O\uparrow }}}
Реагирует с концентрированной азотной кислотой (97-98%) при −10 °C с образованием соединения, похожего на олеум, именуемого нитроолеум:
{\displaystyle {\ce {nNO2 + HNO3 -> HNO3*nNO2}}}

## Применение
Диоксид азота применяется при производстве серной и азотной кислот. Также диоксид азота используется в качестве окислителя в жидком ракетном топливе и смесевых взрывчатых веществах.
Помимо этого, он может быть применён для лабораторного получения красной дымящей азотной кислоты. Для этого его продувают в 65% (или более концентрированную) азотную кислоту.

## Физиологическое действие и токсичность
Оксид азота(IV) (диоксид азота) особо токсичен, является мощным окислителем. Числится в списке сильнодействующих ядовитых веществ. В больших дозах может стать сильнейшим неорганическим ядом. Даже в небольших концентрациях он раздражает дыхательные пути, в больших концентрациях вызывает отёк лёгких.

## «Лисий хвост»
«Лисий хвост» — жаргонное название выбросов в атмосферу оксидов азота (NOx) на химических предприятиях (иногда — из выхлопных труб автомобилей). Название происходит от оранжево-бурого цвета диоксида азота. При низких температурах диоксид азота димеризуется и становится бесцветным. В летний сезон «лисьи хвосты» наиболее заметны, так как в выбросах возрастает концентрация мономерной формы.

## Вредное воздействие
Оксиды азота, улетучивающиеся в атмосферу, представляют серьёзную опасность для экологической ситуации, так как способны вызывать кислотные дожди, а также сами по себе являются токсичными веществами, вызывающими раздражение слизистых оболочек.
Двуокись азота воздействует в основном на дыхательные пути и лёгкие, а также вызывает изменения состава крови, в частности, уменьшает содержание в крови гемоглобина.
Образующаяся в результате взаимодействия диоксида азота с водой азотная кислота является сильным коррозионным агентом.